# Summerteeth
Summerteeth è il terzo album discografico della band alternative rock di Chicago Wilco, pubblicato nel 1999 dalla Reprise Records.

## Il disco
Le prime registrazioni dell'album si sono tenute nel novembre 1997 presso lo studio di Willie Nelson situato a Spicewood (Texas).
Le tematiche del disco sono molto influenzate dai problemi familiari che l'autore Jeff Tweedy viveva in quel periodo: non era infatti in grado di trascorrere molto tempo con la moglie Sue Miller ed il figlio a causa dei molti impegni. L'album è stato ultimato presso i Kingsize Soundlabs di Chicago con Dave Trumfio e Mike Hagler.
Il brano Via Chicago è ispirato ad Henry Miller.
La copertina dell'album richiama alla mente il volto dato alla Luna nel film del 1902 Viaggio nella Luna.
Il disco è stato elogiato dalla critica: AllMusic gli attribuisce il giudizio più alto (5/5); Pitchfork il voto di 9,4/10; anche NME e Q hanno dato una recensione positiva all'album.
L'album ha raggiunto la posizione #78 della Billboard 200 ed è entrato in classifica anche nel Regno Unito. Pitchfork lo ha collocato al 31º posto tra i "migliori album degli anni '90".

## Tracce
1. Can't Stand It (Tweedy, Bennett) – 3:46
2. She's a Jar (Tweedy, Bennett) – 4:43
3. A Shot in the Arm (Tweedy, Bennett, Stirratt) – 4:19
4. We're Just Friends (Tweedy, Bennett, Stirratt) – 2:44
5. I'm Always in Love (Tweedy, Bennett) – 3:41
6. Nothing'severgonnastandinmyway(again) (Tweedy, Bennett, Stirratt) – 3:20
7. Pieholden Suite (Tweedy, Bennett) – 3:26
8. How to Fight Loneliness (Tweedy, Bennett) – 3:53
9. Via Chicago (Tweedy) – 5:33
10. ELT (Tweedy, Bennett) – 3:46
11. My Darling (Tweedy, Bennett) – 3:38
12. When You Wake Up Feeling Old (Tweedy) – 3:56
13. Summer Teeth (Tweedy, Bennett) – 3:21
14. In a Future Age (Tweedy, Bennett) – 2:57

Tracce nascoste
1. Untitled (silence) – 0:23
2. Candyfloss (Tweedy, Bennett) – 2:57
3. A Shot in the Arm (alternate version) (Tweedy, Bennett, Stirratt) – 3:54

## Formazione
Gruppo
- Jeff Tweedy - voce, chitarre, cori, armonica, synth, battimani, basso, tamburello, altri strumenti
- Jay Bennett - piano, tastiere, campane, percussioni, cori, chitarra elettrica, tamburello, synth, batteria, farfisa, basso, battimani, banjo, moog, altri strumenti
- John Stirratt - basso, cori, piano
- Ken Coomer - batteria, timpani

Altri musicisti
- Dave Crawford - tromba (7)
- Leroy Bach - piano (12)
- Mark Greenberg - vibrafono (11)